# Marie-Claire Messouma Manlanbien
Marie-Claire Messouma Manlanbien née en 1990 à Paris, est une artiste visuelle. Elle vit et travaille à Paris.

## Biographie
Elle grandit entre la Côte d’Ivoire, la Guadeloupe et la France. Elle a une première formation en design graphique.En 2016, elle est diplômée de l'École nationale supérieure d’art de Paris-Cergy
Elle travaille le textile, le dessin la sculpture, l'installation, la vidéo, la photographie ainsie que la céramique et le tissage. Elle s'inspire des traditions akan et guadeloupéen. Elle intégre à ses créations des coquillages, des plantes et des matières industrielles comme le laiton ou le cuivre.

## Expositions
- Forces field, Golborne Galler, Londres, 2019[4]
- Le temps d’un instant, Centre d'art contemporain La Traverse, Alfortville, 2020[5]
- Weaving the Worlds, Orangerie du Sénat, Jardin du Luxembourg, Paris, 2021[6]
- L’être, l’autre et l’entre, Palais de Tokyo, Paris, 2023[3]
- Corps mêlés, Galerie Cécile Fakhoury, Abidjan, 2023[7]